# Баймакский район
Байма́кский райо́н (баш. Баймаҡ районы) — административно-территориальная единица (район) и муниципальное образование (муниципальный район) в её границах под наименованием муниципальный райо́н Байма́кский район (баш. Баймаҡ районы муниципаль районы) в составе Республики Башкортостан Российской Федерации.
Административный центр — город Баймак.
Город Сибай находится внутри Баймакского района, но в его состав не входит, выделен в отдельную административную единицу — муниципальное образование Городской округ город Сибай.

## История
Баймакский район образован 20 августа 1930 года постановлением Президиума Всероссийского ЦИК «Об административном делении Автономной Башкирской Советской Социалистической Республики» от 20 августа 1930 года, в котором говорилось:

Президиум ВЦИК постановляет:
1. Упразднить существующее административно-территориальное деление Башкирской АССР, состоящее из 8 кантонов, с образованием взамен их нижеследующих 48 районов:
….
6. Баймак-таналыковский — центр раб. пос. Баймак-таналыково.
В 30-х годах XIX века здесь разрабатывались золотоносные месторождения в верховьях реки Худолаз. Добыча золота расширялась за счёт освоения новых месторождений россыпного и рудного золота, извлечения золота из медноколчеданных руд. Доля добытого Таналык-Баймакским горным округом золота достигла в 1923 году 40 % от общеуральской.

## Население
| 1939    | 1959    | 1970    | 1979    | 1989    | 2002    | 2008    | 2009    | 2010    |
| ------- | ------- | ------- | ------- | ------- | ------- | ------- | ------- | ------- |
| 58 971  | ↘51 073 | ↗60 195 | ↘55 970 | ↗58 556 | ↘44 214 | ↗56 304 | ↘56 124 | ↗58 572 |
| 2012    | 2013    | 2014    | 2015    | 2016    | 2017    | 2018    | 2019    | 2021    |
| ↘58 028 | ↘57 712 | ↘57 283 | ↘57 226 | ↘57 176 | ↘57 043 | ↘56 390 | ↘55 770 | ↘54 946 |

Согласно прогнозу Минэкономразвития России, численность населения будет составлять:
- 2024 — 58,81 тыс. чел.
- 2035 — 60,08 тыс. чел.

Урбанизация
В городских условиях (город Баймак) проживают 31,86 % населения района.

### Национальный состав
Согласно Всероссийской переписи населения 2010 года: башкиры — 83,3 %, русские — 11,9 %, татары — 3,5 %, лица других национальностей — 1,3 %.
По итогам переписи населения 2020 года проживали следующие национальности (национальности менее 0,1 % и другое см. в сноске к строке «Другие»):
| Национальность | Численность, чел. | Доля     |
| -------------- | ----------------- | -------- |
| Башкиры        | 48 169            | 87,67 %  |
| Русские        | 5398              | 9,82 %   |
| Татары         | 894               | 1,63 %   |
| Армяне         | 70                | 0,13 %   |
| Другие         | 415               | 0,75 %   |
| Итого          | 54 946            | 100,00 % |

### Языковой состав
Согласно Всероссийской переписи населения 2010 года родными языками населения являлись:
башкирский — 83,5 %, русский — 13,1 %, татарский — 2,5 %.
Согласно Всероссийской переписи населения 2020 года родными языками населения являлись:
башкирский — 87,8 %, русский — 10,4 %, татарский — 1,2 % .

## Административное деление
В Баймакский район как административно-территориальную единицу республики входит 1 город районного значения и 22 сельсовета.
В одноимённый муниципальный район в рамках местного самоуправления входит 23 муниципальных образования, в том числе 1 городское поселение и 22 сельских поселения.
| №        | Муниципальное образование  | Административный центр | Количество населённых пунктов | Население (чел.) | Площадь (км²) |
| -------- | -------------------------- | ---------------------- | ----------------------------- | ---------------- | ------------- |
| 1e-06    | Городское поселение:       |                        |                               |                  |               |
| 1        | город Баймак               | город Баймак           | 1                             | →17 529          | 138,78        |
| 1.000002 | Сельское поселение         |                        |                               |                  |               |
| 2        | Абдулкаримовский сельсовет | село Абдулкаримово     | 3                             | →802             | 107,10        |
| 3        | Акмурунский сельсовет      | село Акмурун           | 5                             | ↘2929            | 409,81        |
| 4        | Бекешевский сельсовет      | село Бекешево          | 2                             | ↘1457            | 129,17        |
| 5        | Биляловский сельсовет      | село Билялово          | 5                             | ↘1730            | 227,52        |
| 6        | Зилаирский сельсовет       | село Ургаза            | 7                             | ↘3415            | 486,14        |
| 7        | Иткуловский 1-й сельсовет  | село 1-е Иткулово      | 3                             | ↘1332            | 318,69        |
| 8        | Ишбердинский сельсовет     | село Ишберда           | 4                             | ↘1086            | 324,36        |
| 9        | Ишмурзинский сельсовет     | село Ишмурзино         | 2                             | ↗1031            | 185,53        |
| 10       | Ишмухаметовский сельсовет  | село Ишмухаметово      | 4                             | ↘1108            | 358,01        |
| 11       | Кульчуровский сельсовет    | село Кульчурово        | 4                             | ↗1698            | 96,40         |
| 12       | Кусеевский сельсовет       | село Кусеево           | 4                             | ↘892             | 210,97        |
| 13       | Мерясовский сельсовет      | село Мерясово          | 2                             | ↘710             | 98,62         |
| 14       | Мукасовский сельсовет      | село 1-е Туркменево    | 8                             | ↘2289            | 413,51        |
| 15       | Нигаматовский сельсовет    | село Нигаматово        | 6                             | ↘3044            | 228,73        |
| 16       | Семеновский сельсовет      | село Семёновское       | 2                             | ↗360             | 84,45         |
| 17       | Сибайский сельсовет        | село Старый Сибай      | 3                             | ↘3235            | 335,54        |
| 18       | Тавлыкаевский сельсовет    | село Верхнетавлыкаево  | 4                             | ↗1816            | 116,04        |
| 19       | Татлыбаевский сельсовет    | село Татлыбаево        | 7                             | ↘1390            | 313,35        |
| 20       | Темясовский сельсовет      | село Темясово          | 9                             | ↘5455            | 687,31        |
| 21       | Тубинский сельсовет        | село Тубинский         | 1                             | ↗1229            | 95,41         |
| 22       | Юмашевский сельсовет       | село Юмашево           | 3                             | ↘1450            | 181,44        |
| 23       | Яратовский сельсовет       | село Яратово           | 3                             | ↘1056            | 83,67         |

### Населённые пункты
| №  | Населённый пункт  | Тип     | Население | Муниципальное образование  |
| -- | ----------------- | ------- | --------- | -------------------------- |
| 1  | 1-е Иткулово      | село    | ↘926      | Иткуловский 1-й сельсовет  |
| 2  | 2-е Иткулово      | село    | ↘853      | Нигаматовский сельсовет    |
| 3  | 1-е Туркменево    | село    | ↘1043     | Мукасовский сельсовет      |
| 4  | 2-е Туркменево    | деревня | ↘156      | Мукасовский сельсовет      |
| 5  | Абдрахманово      | деревня | ↘239      | Татлыбаевский сельсовет    |
| 6  | Абдулкаримово     | село    | ↘425      | Абдулкаримовский сельсовет |
| 7  | Абзаково          | деревня | ↘144      | Мукасовский сельсовет      |
| 8  | Акмурун           | село    | ↘1430     | Акмурунский сельсовет      |
| 9  | Актау             | деревня | ↘266      | Акмурунский сельсовет      |
| 10 | Алгазино          | деревня | ↗194      | Абдулкаримовский сельсовет |
| 11 | Аминево           | деревня | ↗277      | Темясовский сельсовет      |
| 12 | Ахмерово          | деревня | ↘543      | Мукасовский сельсовет      |
| 13 | Баимово           | деревня | ↘487      | Нигаматовский сельсовет    |
| 14 | Баишево           | деревня | ↘505      | Ишмухаметовский сельсовет  |
| 15 | Баймак            | город   | ↘17 507   | город Баймак               |
| 16 | Баймурзино        | деревня | ↘20       | Биляловский сельсовет      |
| 17 | Бахтигареево      | деревня | ↗5        | Ишмухаметовский сельсовет  |
| 18 | Бахтигареево      | деревня | ↘84       | Мерясовский сельсовет      |
| 19 | Бекешево          | село    | ↘711      | Бекешевский сельсовет      |
| 20 | Бетеря            | деревня | ↘323      | Темясовский сельсовет      |
| 21 | Билялово          | село    | ↘557      | Биляловский сельсовет      |
| 22 | Богачёво          | деревня | ↘254      | Ишмурзинский сельсовет     |
| 23 | Большебасаево     | деревня | ↘267      | Кусеевский сельсовет       |
| 24 | Буранбаево        | деревня | ↘417      | Тавлыкаевский сельсовет    |
| 25 | Бурзян-Елга       | деревня | ↘119      | Ишбердинский сельсовет     |
| 26 | Верхнеидрисово    | деревня | ↘412      | Кульчуровский сельсовет    |
| 27 | Верхнемамбетово   | деревня | ↘162      | Акмурунский сельсовет      |
| 28 | Верхнетавлыкаево  | село    | ↘616      | Тавлыкаевский сельсовет    |
| 29 | Верхнетагирово    | деревня | ↘99       | Темясовский сельсовет      |
| 30 | Верхнеяикбаево    | деревня | ↘390      | Нигаматовский сельсовет    |
| 31 | Гадельбаево       | деревня | ↘309      | Иткуловский 1-й сельсовет  |
| 32 | Галеево           | деревня | →22       | Татлыбаевский сельсовет    |
| 33 | Гумерово          | деревня | ↗367      | Яратовский сельсовет       |
| 34 | Давлетово         | деревня | →25       | Сибайский сельсовет        |
| 35 | Деревня Кожзавода | деревня | ↘148      | Темясовский сельсовет      |
| 36 | Зелимово          | деревня | ↘254      | Ишбердинский сельсовет     |
| 37 | Исламово          | деревня | ↘4        | Юмашевский сельсовет       |
| 38 | Исянбетово        | деревня | ↘204      | Кусеевский сельсовет       |
| 39 | Исяново           | деревня | ↘176      | Нигаматовский сельсовет    |
| 40 | Ишберда           | село    | ↘638      | Ишбердинский сельсовет     |
| 41 | Ишей              | село    | ↘326      | Темясовский сельсовет      |
| 42 | Ишмурзино         | село    | ↘806      | Ишмурзинский сельсовет     |
| 43 | Ишмухаметово      | село    | ↘526      | Ишмухаметовский сельсовет  |
| 44 | Казанка           | деревня | ↘417      | Мукасовский сельсовет      |
| 45 | Калинино          | деревня | ↘388      | Сибайский сельсовет        |
| 46 | Каратал           | деревня | ↘512      | Акмурунский сельсовет      |
| 47 | Карышкино         | деревня | ↗418      | Татлыбаевский сельсовет    |
| 48 | Комсомол          | деревня | ↘222      | Зилаирский сельсовет       |
| 49 | Крепостной Зилаир | деревня | ↘142      | Ишбердинский сельсовет     |
| 50 | Куватово          | деревня | ↘198      | Абдулкаримовский сельсовет |
| 51 | Кугидель          | деревня | ↘411      | Биляловский сельсовет      |
| 52 | Культабан         | деревня | ↘364      | Зилаирский сельсовет       |
| 53 | Кульчурово        | село    | ↘429      | Кульчуровский сельсовет    |
| 54 | Кусеево           | село    | ↘450      | Кусеевский сельсовет       |
| 55 | Куянтаево         | село    | ↘933      | Бекешевский сельсовет      |
| 56 | Мерясово          | село    | ↘655      | Мерясовский сельсовет      |
| 57 | Мукасово 1-е      | деревня | ↘114      | Мукасовский сельсовет      |
| 58 | Мукасово 2-е      | деревня | ↗32       | Мукасовский сельсовет      |
| 59 | Муллакаево        | деревня | ↘475      | Кульчуровский сельсовет    |
| 60 | Мунасипово        | деревня | ↘83       | Семеновский сельсовет      |
| 61 | Назарово          | деревня | ↘3        | Мукасовский сельсовет      |
| 62 | Нигаматово        | село    | ↘838      | Нигаматовский сельсовет    |
| 63 | Нижнеидрисово     | деревня | ↘365      | Кульчуровский сельсовет    |
| 64 | Нижнетавлыкаево   | деревня | ↘232      | Тавлыкаевский сельсовет    |
| 65 | Нижнетагирово     | деревня | ↘498      | Темясовский сельсовет      |
| 66 | Нижнеяикбаево     | деревня | ↘123      | Нигаматовский сельсовет    |
| 67 | Октябрь           | деревня | ↘201      | Зилаирский сельсовет       |
| 68 | Покровка          | деревня | ↘167      | Зилаирский сельсовет       |
| 69 | Сайгафар          | деревня | ↘630      | Акмурунский сельсовет      |
| 70 | Сакмар            | деревня | ↘472      | Темясовский сельсовет      |
| 71 | Саксай            | деревня | ↘18       | Темясовский сельсовет      |
| 72 | Семёново          | деревня | ↘329      | Биляловский сельсовет      |
| 73 | Семёновское       | село    | ↘276      | Семеновский сельсовет      |
| 74 | Сосновка          | деревня | ↘407      | Зилаирский сельсовет       |
| 75 | Старый Сибай      | село    | ↗3477     | Сибайский сельсовет        |
| 76 | Тактагулово       | деревня | ↗13       | Кусеевский сельсовет       |
| 77 | Татлыбаево        | село    | ↘331      | Татлыбаевский сельсовет    |
| 78 | Темясово          | село    | ↘3465     | Темясовский сельсовет      |
| 79 | Тубинский         | село    | ↗1229     | Тубинский сельсовет        |
| 80 | Уметбаево         | деревня | ↘535      | Биляловский сельсовет      |
| 81 | Урал              | деревня | ↘215      | Зилаирский сельсовет       |
| 82 | Ургаза            | село    | ↘2257     | Зилаирский сельсовет       |
| 83 | Файзуллино        | деревня | →0        | Татлыбаевский сельсовет    |
| 84 | Хасаново          | деревня | ↗57       | Татлыбаевский сельсовет    |
| 85 | Чингизово         | деревня | ↘573      | Тавлыкаевский сельсовет    |
| 86 | Шулька            | хутор   | ↘181      | Иткуловский 1-й сельсовет  |
| 87 | Юлук              | деревня | ↘470      | Юмашевский сельсовет       |
| 88 | Юмашево           | село    | ↘1006     | Юмашевский сельсовет       |
| 89 | Янгазино          | деревня | ↘130      | Ишмухаметовский сельсовет  |
| 90 | Янзигитово        | деревня | ↘362      | Татлыбаевский сельсовет    |
| 91 | Яратово           | село    | ↘516      | Яратовский сельсовет       |
| 92 | Ярмухаметово      | деревня | ↘182      | Яратовский сельсовет       |

## Экономика
Основными отраслями производства в районе являются сельское хозяйство и горнодобывающая промышленность.
Горнодобывающая промышленность представлена добычей меди, золота, цинка, цеолитов на месторождениях Восточно-Семёновское и Юлалы.
Построена обогатительная фабрика в селе Семёновское.

## Экологическая обстановка
Сложилась неоднозначная экологическая ситуация с горнодобывающими компаниями.

## Транспорт
Территорию района пересекают автомобильные дороги 80К-012  Магнитогорск — Ира и 80Н-044 Сибай — Акъяр. Важную роль во внешних связях района играет железнодорожная станция в Сибае. Для местного сообщения большое значение имеют автодороги 80Н-043 Серменево — Амангильдино — Баймак, 80Н-111 Баймак — Исяново — Тубинский.
Ведется строительство железнодорожной ветки «Сибай-Подольск-Новорудная», которая будет проходить через территорию района.

## Социальная сфера
В районе имеется 75 общеобразовательных школ, в том числе 40 средних, 2 лицея, Зауральский агропромышленный колледж в Баймаке, 41 библиотека, 75 клубных учреждений, историко-краеведческие музеи в городе Баймаке и селе Темясове, центральная районная и 8 участковых больниц, санаторий «Талкас» на одноимённом озере, турбаза «Графское озеро». Издаются две районные газеты: «Баймакский вестник» на русском и «Һаҡмар» на башкирском языках.

### Спорт

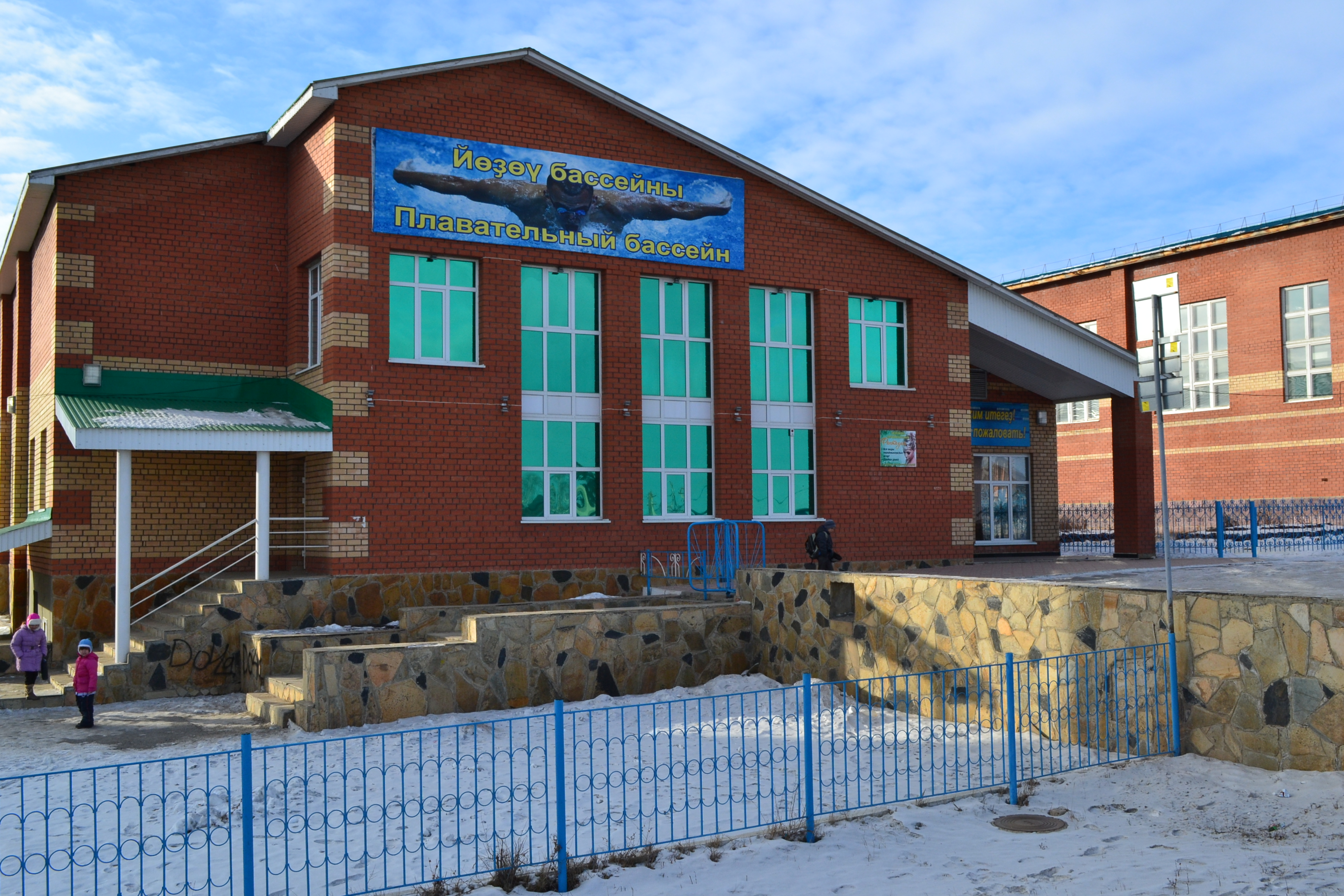
Плавательный бассейн в Баймаке

В районе действуют федерации по видам спорта: национальная борьба, баскетбол, волейбол, футбол, хоккей, лыжные гонки, лёгкая атлетика, бокс, плавание, настольный теннис, шахматы и шашки.
В распоряжении любителей физической культуры и спорта 146 сооружений, в т. ч: стадион, плоскостных спортсооружений 68, спортивных залов 72, лыжные базы 2, стрелковых тиров 2, плавательный бассейн .

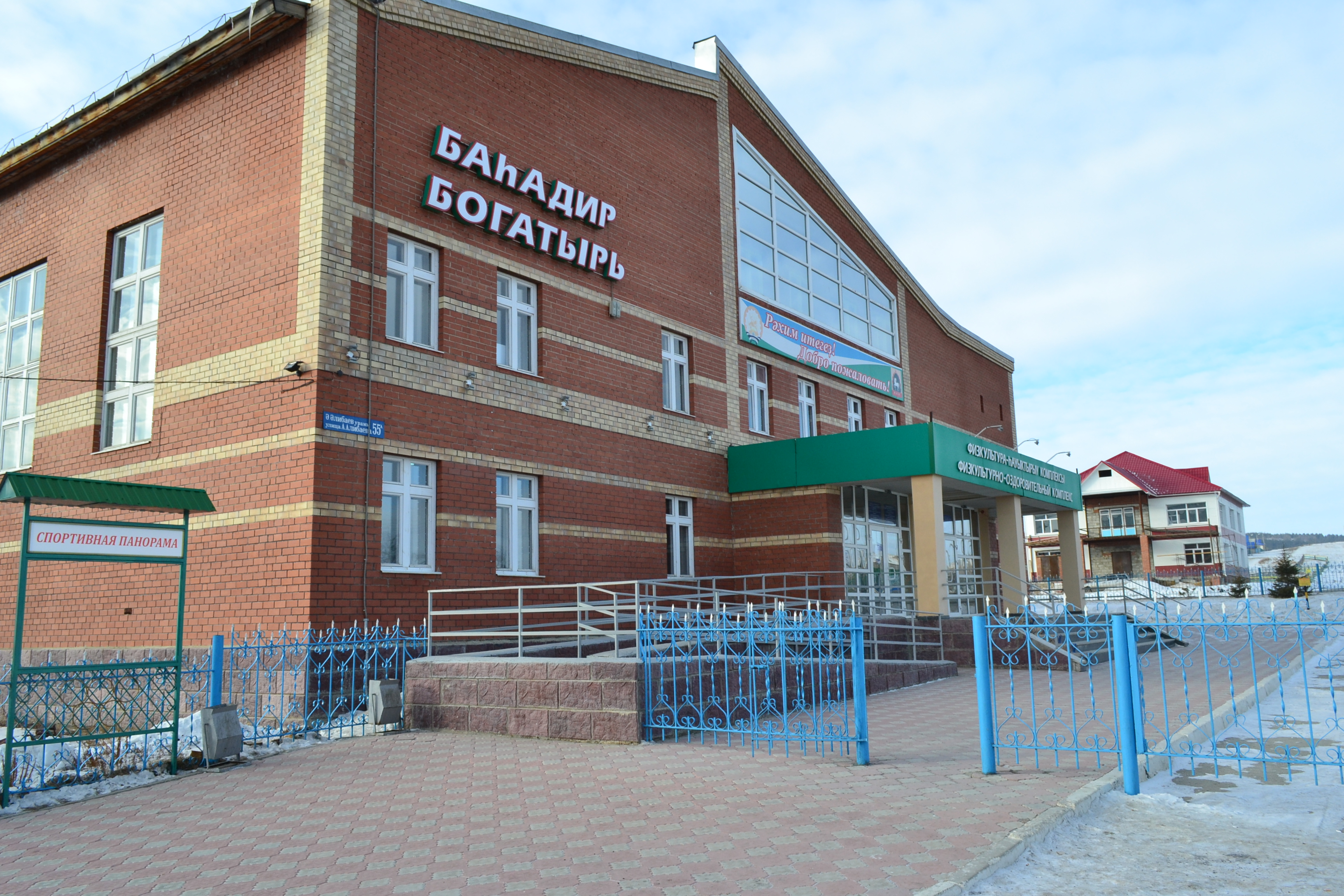
ФОК «Богатырь» в Баймаке

В середине XX века в Башкортостане был популярен конный пробег Баймак — Уфа.

## Археология
В 0,5 км к западу от деревни Карышкино, на второй надпойменной террасе рек Сагылузяк и Карасаз в предгорной полосе восточного склона хребта Ирендык находится нижнепалеолитическая стоянка-мастерская «Карышкино-11». Прямым культурным аналогом памятников карышкинского типа индустрии («Карышкино-11», «Утюльган-8», «Долина-1», «Долина-11», «Сибай-5б» и др.) являются памятники тейякской индустрией во Франции. Более архаичная ашельская индустрия представлена в Баймакском районе стоянками «Долина-1», «Сибай-5б», «Карышкино-12», «Утюльган-7», «Кызыл-Яр-2»,«Улек-Хазы-6», «Кызыл-Яр- 4». Наличие параллелей в технико-типологической характеристике коллекции с раннеашельской стоянки-мастерской «Кызыл-Яр-2» и материалов ряда кавказских и аравийских стоянок («Кударо I», «Кударо III» и «Цона» в Кударском ущелье в Южной Осетии, «Мешхед III» в Южном Йемене) свидетельствует о продвижении носителей ашельской индустрии в эпоху среднего плейстоцена с территории Кавказа на Южный Урал.

## Достопримечательности
- Памятник на могиле Лукьяна Пономарёва в городе Баймаке (1933).
- Памятник Л. А. Азанову в городе Баймаке (1968).
- Памятник Ш. А. Худайбердину в городе Баймаке на Баймакском литейно-механическом заводе. Скульптор Т. П. Нечаева (1975).
- Бюст А. М. Матросова в селе Тубинском (1976).
- Памятник А. Г. Алибаеву в селе Юмашеве. Скульптор Л. В. Кузнецов (1987).
- Памятник кураю (1993).
- Памятник Ахмет-Заки Валиди в селе Темясове (2001). Скульптор Х. Х. Гарипов.
- Памятник М. Файзи в городе Баймаке. Скульптор Т. П. Нечаева.
- Памятник А. Г. Алибаевубв селе Муллакаеве.
- Памятник И. Т. Пименову в селе Ургаза.
- Памятник Т. Т. Миннигулову в селе Кусееве[47].
- Памятник Алдару Искееву в городе Баймаке (2017).